# Herold von Höchheim
Herold von Höchheim (mort le 3 août 1171 à Wurtzbourg) est évêque de Wurtzbourg de 1165 à sa mort.

## Biographie
Herold vient d'une famille noble de Franconie, les Höchheim. Il est d'abord prévôt de l'abbaye de Haug à Wurtzbourg, et du monastère Saint-Gumbert d'Ansbach. Il est considéré comme un partisan de Frédéric Barberousse.

## Source de la traduction
- (de) Cet article est partiellement ou en totalité issu de l’article de Wikipédia en allemand intitulé « Herold (Würzburg) » (voir la liste des auteurs).